# Christian August Maximilian Rau
Christian August Maximilian Rau (* 6. April 1800 in Urach; † 10. Juli 1846 ebenda) war ein württembergischer Stadtschultheiß und Landtagsabgeordneter.

## Leben und Werk
Rau war der Sohn des Forstsekretärs Christoph Friedrich Rau (1757–1838) und der Sibylle Auguste geb. Klett (1766–1850). 1827 heiratete er Christiane Luise Mack (1805–1878). Er war Stadtschultheiß und Ratschreiber in Urach. Von 1843 bis zu seinem frühen Tod war er für den Oberamtsbezirk Urach Mitglied der Zweiten Kammer des württembergischen Landtags.